# Donald Kirkpatrick
 (novembre 2017).
Si vous disposez d'ouvrages ou d'articles de référence ou si vous connaissez des sites web de qualité traitant du thème abordé ici, merci de compléter l'article en donnant les références utiles à sa vérifiabilité et en les liant à la section « Notes et références ».
Pour les articles homonymes, voir Kirkpatrick.
Donald Kirkpatrick, né le 15 mars 1924 et mort le 9 mai 2014, occupait le poste de Professeur Emérite au sein de l’Université du Wisconsin aux Etats-Unis, et fut également président de l’ASTD (American Society for Training and Development). Il est connu notamment pour la création de son modèle qui traite de l’évaluation de la formation des employés sur quatre niveaux : l’évaluation des réactions, de l’apprentissage, du transfert de connaissances et enfin des résultats. Le « modèle Kirkpatrick » est d’ailleurs le sujet de sa thèse doctorante datant de 1954. Les idées de Donald Kirkpatrick furent reprises par la suite, en 1959, dans une série d’articles publiés par l’US Training and Development Journal. Il a également écrit plusieurs ouvrages tels qu’Evaluating Training Programs en 1994, ou encore Transferring Learning to Behavior and Implementing the Four Levels.